# Mont Buxton

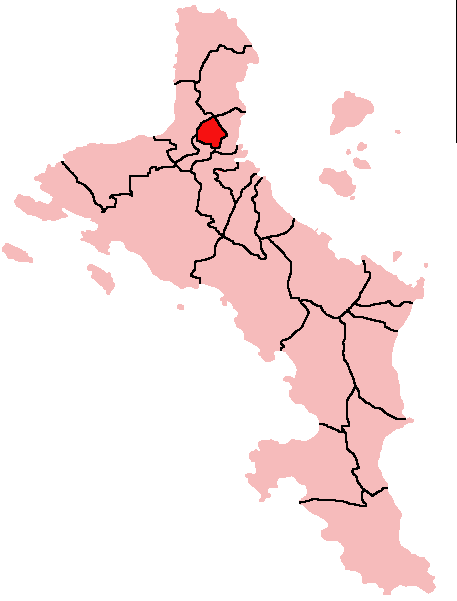
Położenie dystryktu Mont Buxton na wyspie Mahé

Mont Buxton – dystrykt położony w północnej części wyspy Mahé. Według danych statystycznych z roku 2002, w dystrykcie żyło 3107 mieszkańców.